# Баннікова Олена Юріївна
Баннікова Олена Юріївна — українська астрофізикиня, професорка кафедри астрономії та космічної інформатики Харківського університету, співробітниця Радіоастрономічного інституту НАН України, НДІ астрономії ХНУ та Обсерваторії Каподімонте в Італії. Відома своїми роботами з небесної механіки, зоряної динаміки, теорії гравітаційного потенціалу, гравітаційного лінзування, — більшість з яких об'єднані загальною темою дослідження тороїдальних структур в астрофізичних об'єктах.

## Біографія
Олена Баннікова закінчила фізичний факультет Харківського університету за спеціальністю «Астрономія». 2006 року захистила дисертацію кандидата наук за темою «Еволюційні моделі та тонка структура вихорів та струменів космічних радіоджерел», а 2020 — дисертацію доктора наук за темою «Тороїдальні структури в астрофізичних об'єктах».
Працює в Радіоастрономічному інституті НАН України і в Харківському університеті. В 2009—2010 роках була науковим керівником гранту НАНУ для молодих вчених «Взаємодія залишків наднових з молекулярними хмарами». З 2020 брала участь в дослідженнях за проєктом НФДУ «Астрофізичні Галактичні Об'єкти (АРГО): життєвий шлях активних ядер». Брала активну участь в організації спільних українсько-італійських конференцій «Багатохвильова астрофізика від радіо до гамма-променів», «Леонардо і Місяць», «Чи ми одні у Всесвіті?».
Від 2007 року викладає на кафедрі астрономії та космічної інформатики Харківського університету. Вела курси «Космологія», «Небесна механіка», міжфакультетський курс «Гравітація: від Аристотеля до чорних дір». 2022 року в співавторстві з Массімо Капаччіолі видала підручник з небесної механіки у видавництві Springer.

## Наукові результати
Основний об'єкт досліджень Олени Баннікової — тороїдальні структури в астрофізиці. Це включає кільцеподібні галактики (такі, як об'єкт Хога) та газові диски навколо активних ядер галактик. Баннікова розробляє аналітичні моделі для гравітаційних потенціалів таких об'єктів, робить чисельні моделювання їхньої динаміки, досліджує гравітаційне лінзування на тороїдальних структурах.

## Відзнаки
- Лауреатка обласного конкурсу «Найкращий молодий науковець Харківщини — 2006» в номінації «фізика та астрономія»[1]
- Стипендіатка Президента України (стипендія для молодих вчених)[1]
- Кавалер Ордена Зірки Італії[it] (2021)[8]

## Публікації

### Підручники
- О. Ю. Баннікова, В. М. Конторович, «Теоретична астрофізика», Навчально-методичний посібник. — Х.: ХНУ імені В. Н. Каразіна, 2010, — 80с.
- Elena Bannikova, Massimo Capaccioli, «Foundations of Celestial Mechanics» — Springer, 2022

### Вибрані статті
- E.Yu. Bannikova, A.V. Sergeyev, N.A. Akerman, P.P. Berczik, M.V. Ishchenko, M. Capaccioli, V.S. Akhmetov Dynamical model of an obscuring clumpy torus in AGNs: I. Velocity and velocity dispersion maps for interpretation of ALMA observations, Monthly Notices of the Royal Astronomical Society, 2021, Vol. 503, P.1459–1472
- E.Yu.Bannikova The structure and stability of orbits in Hoag-like ring systems, Monthly Notices of the Royal Astronomical Society, 2018, Vol.476, P.3269 — 3277.
- E.Yu.Bannikova and A.T.Kotvytskiy Three Einstein rings: explicit solution and numerical simulation, Monthly Notices of the Royal Astronomical Society, 2014, Vol.445, P.4435 — 4442.
- E.Yu. Bannikova, V.G. Vakulik; A.V. Sergeev N-body simulation of a clumpy torus: application to active galactic nuclei, Monthly Notices of the Royal Astronomical Society, 2012, V.424, P. 820—829.
- E.Yu. Bannikova, V.G. Vakulik; V.M. Shulga Gravitational potential of a homogeneous circular torus: new approach, Monthly Notices of the Royal Astronomical Society, 2011, V.411, P. 557—564.
- E.Yu. Bannikova, V.M. Kontorovich Acceleration and ejection of interacting ring vortices by radial flow, 2009, Physics Letters A, V.373, P.1856-1860